# 오스토르프시

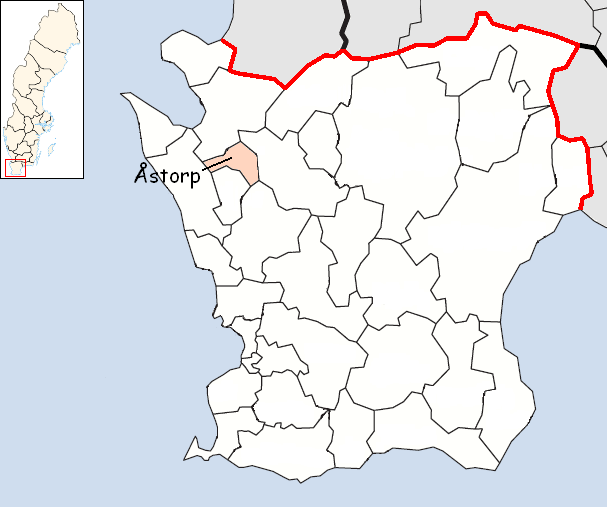
오스토르프 시의 위치

오스토르프시(스웨덴어: Åstorps kommun)는 스웨덴 스코네주에 위치한 지방 자치체로 행정 중심지는 오스토르프이며 면적은 92.47km2, 인구는 15,528명(2016년 12월 31일 기준), 인구 밀도는 170명/km2이다.

시 문장